# Długi Kąt (Mazovie)
Pour les articles homonymes, voir Długi Kąt.
Długi Kąt (prononciation : [ˈdwuɡi ˈkɔnt]) est un village polonais de la gmina de Lelis dans le powiat d'Ostrołęka de la voïvodie de Mazovie dans le centre-est de la Pologne.
Il se situe à environ 4 kilomètres au nord de Lelis (siège de la gmina), 17 kilomètres au nord d'Ostrołęka (siège du powiat) et à 117 kilomètres au nord de Varsovie (capitale de la Pologne).

## Histoire
De 1975 à 1998, le village appartenait administrativement à la voïvodie d'Ostrołęka.